# Zarağan
Zarağan è un comune dell'Azerbaigian situato nel distretto di Qəbələ. Conta una popolazione di 2 693 abitanti.